# Marianne-Weber-Gymnasium
Das Marianne-Weber-Gymnasium, kurz auch MWG genannt, ist eines von zwei Gymnasien in Lemgo, Kreis Lippe. Es wurde nach der Frauenrechtlerin und Rechtshistorikerin Marianne Weber benannt.

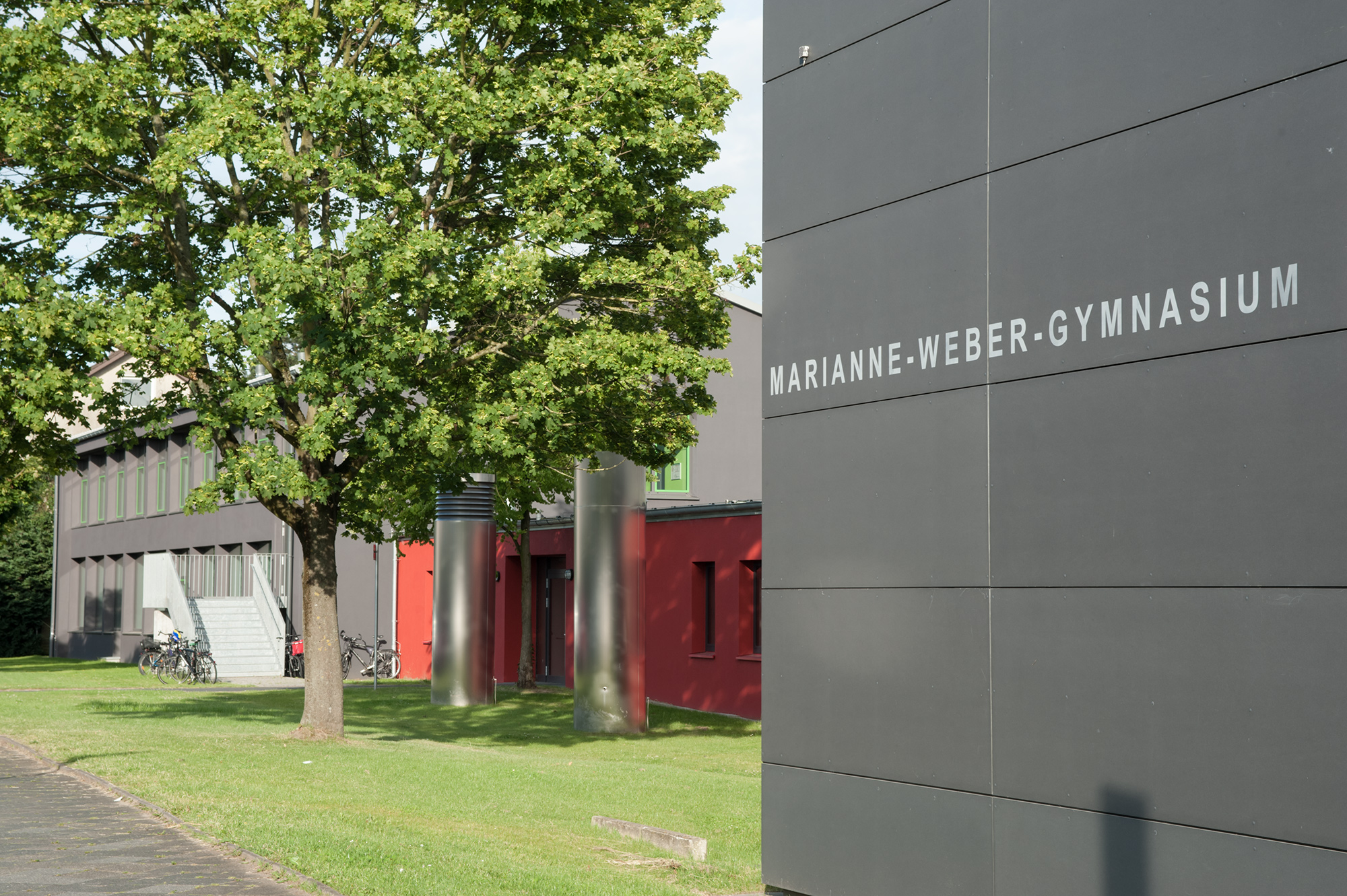
Ansicht des Marianne-Weber-Gymnasiums in Lemgo

## Geschichte
Bereits in  einer Urkunde von 1323 wurden in Lemgo die puellae scolares erwähnt, Schülerinnen der Klosterschule von St. Marien.
Die 1837/1838 eröffnete Vorgängerschule des heutigen Gymnasiums war zunächst als privat geführte Töchterschule in einem Zimmer des alten Waisenhauses untergebracht. Während der Märzrevolution 1848/49 wurde der Lehrbetrieb eingestellt. Die Stadt hatte die Bezuschussung mit Begründung eingestellt, dass die Lemgoer Bürgertöchter ihren Unterricht in der Bürgerschule empfangen. Ab 1853 wurde die Schule von einem Pastor wieder als Privatschule weitergeführt. 1873 zog die Schule in die Klosterkapelle auf dem Rektorhof im Rampendal (heutiges Stadtarchiv Lemgo) um, 1911 zog die Schule in das Haus am Wall in der Primkerstraße. Zwei Jahre später hieß die Schule Höhere Mädchenschule.

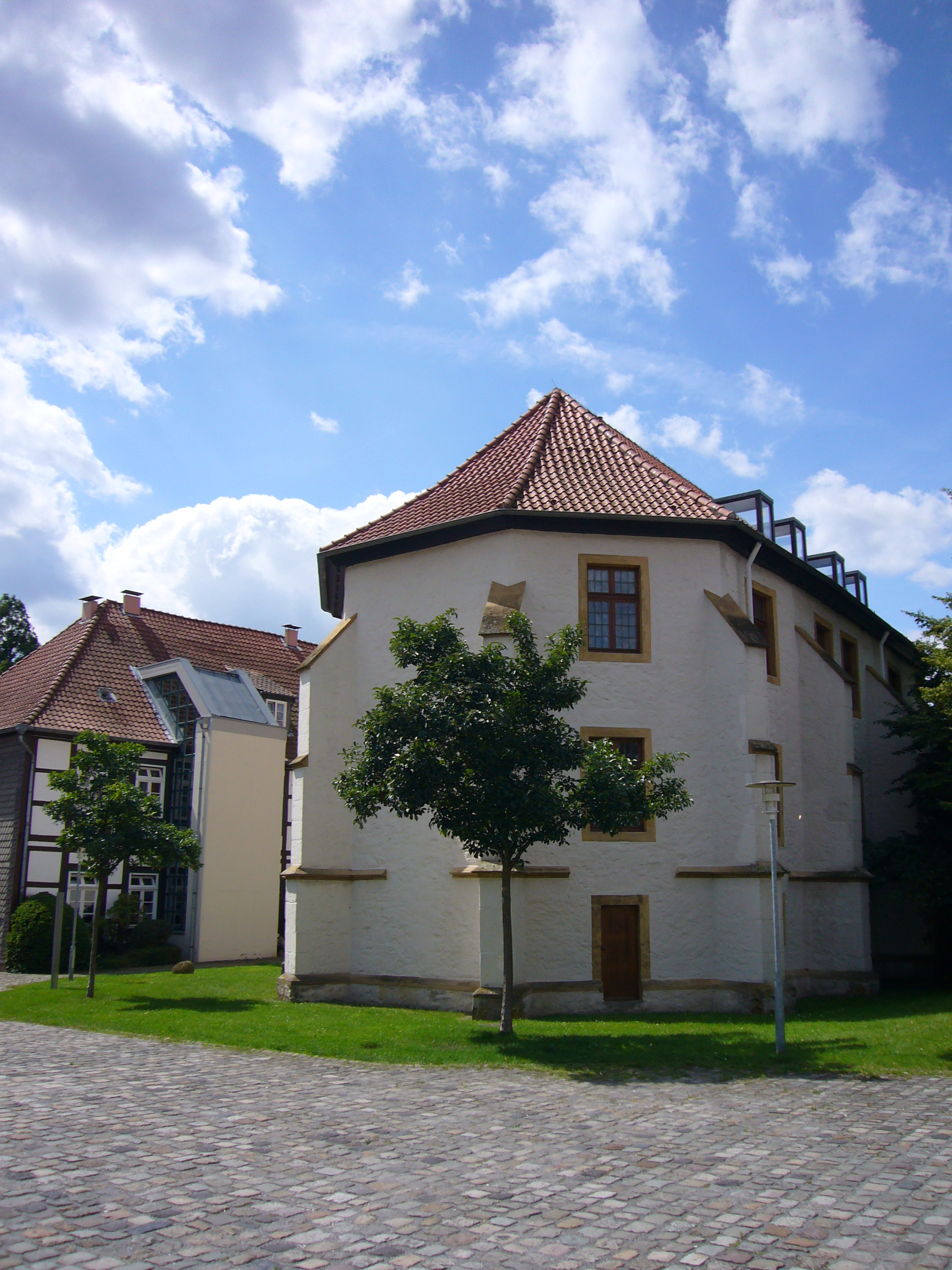
Süsterhaus, Schulgebäude von 1873 bis 1911, heute Stadtarchiv Lemgo

Ab 1918 wurden in der Schule auch Jungen aufgenommen. Seit 1923 untersteht die Schule der städtischen Verwaltung und wurde in Städtisches Lyzeum umbenannt. Nachdem die Schule 1939 Oberlyzeum wurde, konnte dort auch die Reifeprüfung abgelegt werden.
Seit 1961 befindet sich das Marianne-Weber-Gymnasium in den Gebäuden in der Franz-Liszt-Straße. 2009 wurde das Marianne-Weber-Gymnasium zum ersten Ganztagsgymnasium in Lemgo.

## Marianne Weber
Noch zu ihren Lebzeiten wurde das Gymnasium 1950 nach ihrer berühmtesten Schülerin Marianne Weber, geborene Schnitger, Ehefrau des Soziologen Max Weber, benannt, die ab 1887 dort zur Schule gegangen war. Marianne Weber war im nahen Oerlinghausen geboren, verbrachte jedoch nach dem frühen Tod ihrer Mutter und wegen der Krankheit ihres Vaters ihre Kindheit, Schulzeit und Jugend bei ihren beiden Tanten Florentine und Marie Schnitger in Lemgo, die beide als Lehrerinnen an der damaligen Töchterschule arbeiteten. Marie Schnitger war 1898 Vorsteherin der Schule.
Im Jahr 2021 setzten die Schüler des MWG sich mit dem Vermächtnis ihrer Namensgeberin auseinander, unter anderem mit historischen Orten und alte Dokumenten sowie Zeitzeuginnen. Weiterhin drehten sie Filme und äußerten sich in vielen persönlichen Briefen an Marianne Weber. Es entstand das von Romy Brüggemann herausgegebene Buch Ihrer Zeit voraus – Marianne Weber im Blick unserer Schule.

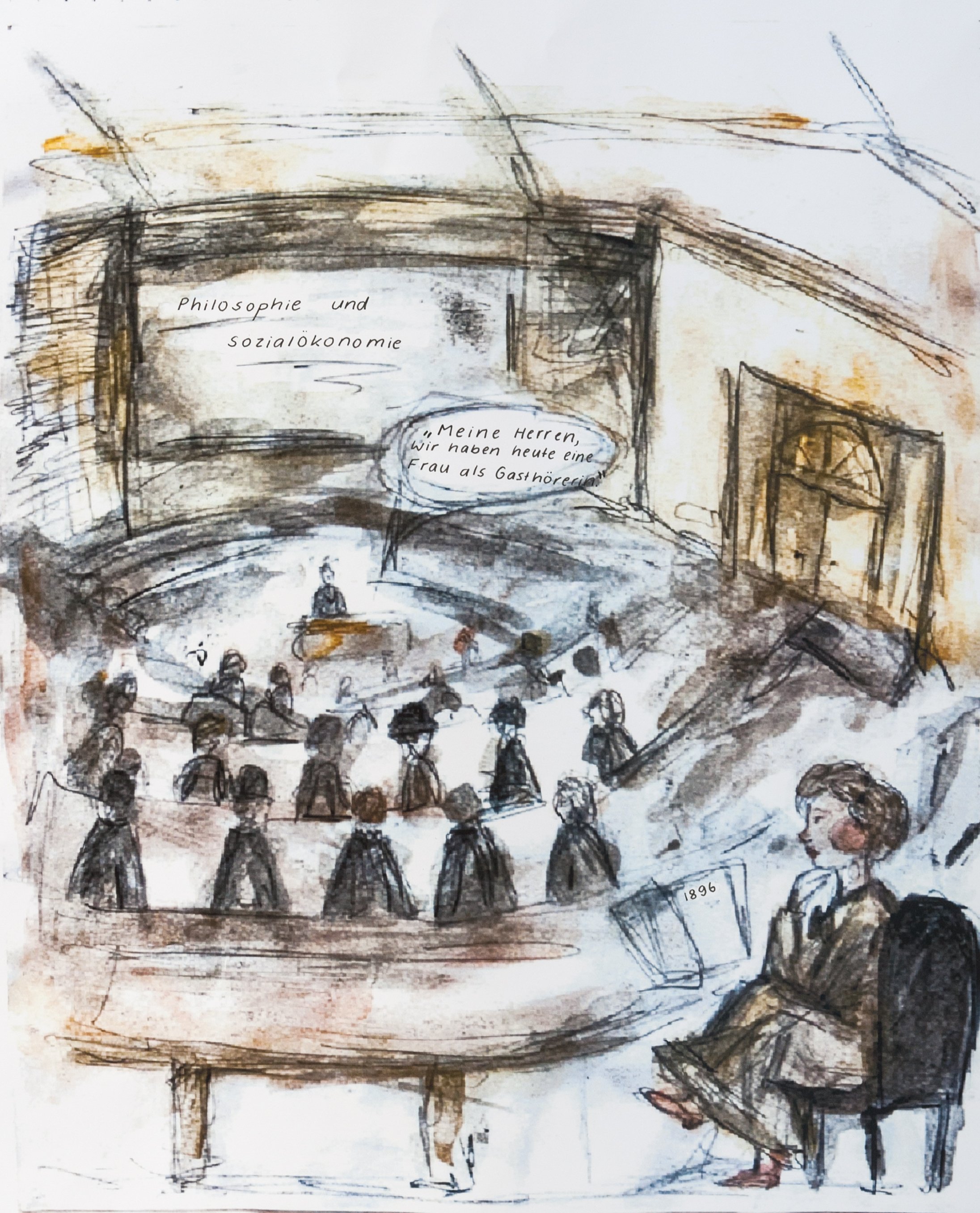
Marianne Weber als Studentin, Illustration aus dem Buch Ihrer Zeit voraus – Marianne Weber im Blick unserer Schule von Lara Kristin Kronig, Schülerin am Marianne-Weber-Gymnasium

## Lernangebote und Kooperationen
Das Marianne-Weber-Gymnasium bietet in der Sekundarstufe I jeweils eine Sportklasse und eine bilinguale Klasse pro Jahrgangsstufe an. Die Sportklasse bietet den Vorteil für junge Profi-Sportler, dass es eine optimierte zeitliche Koordination der schulischen Notwendigkeiten mit den sportlichen Erfordernissen gibt, diese entsteht durch eine enge Zusammenarbeit der Vereine und Stützpunkte mit den Sportklassenkoordinatoren in allen Jahrgängen. Auch gibt es zusätzliche Trainingsmöglichkeiten im Fußball, Handball und Schwimmen. Die bilinguale Klasse lernt in der Klasse 5 und 6 verstärkt Englisch (zwei Wochenstunden mehr als üblich). Zwei Jahre später, also in der Klasse 7, beginnt der englischsprachige Unterricht in den Sachfächern. In der Sekundarstufe II können der Leistungskurs Sport und die bilingualen Sachfächer Geographie und Geschichte belegt werden.
In der Sekundarstufe II kooperiert man mit dem zweiten Lemgoer Gymnasium, dem Engelbert-Kaempfer-Gymnasium, um eine breite Fächerwahl sicherzustellen.
Außerdem hat das Marianne-Weber-Gymnasium zwei Partnerschulen, mit denen jährlich Schüleraustauschprogramme veranstaltet werden. Seit dem Schuljahr 2011/2012 gibt es eine Kooperationen mit der IES Cañada Real in Galapagar in der Nähe von Madrid. Seit demselben Schuljahr realisieren die Französischkurse einen Schüleraustausch mit dem Lycée Jaques CALLOT in Vandœuvre.

## Auszeichnungen
- 2012 erhielten drei Schülerinnen beim Regionalausscheid von „Jugend forscht“ den ersten Platz in der Kategorie Biologie.[13]

## Ehemalige
- Ursula Geitner, Germanistin (Abitur 1975)
- Birgit Meineke, Germanistin (Abitur 1975)
- Anke Schäferkordt, Medien-Managerin (Abitur 1982)
- Alexander Baer, Landtagsabgeordneter seit 2022 (SPD)
- Tobias Leveringhaus, Filmproduzent (Abitur 2004)
- Freddie Schürheck, Journalistin und Radio-Moderatorin (Abitur 2007)
- Alexander Engelhardt, Handballprofi (Abitur 2014)
- Georg Pöhle, Handballprofi (Abitur 2014)
- Jari Lemke, Handballprofi
- Fynn Hangstein, Handballprofi (Abitur 2018)[14]
- Cara Reiche, Handballprofi (Abitur 2018)[15]

### Schulleiter
- Käthe Aettner (1957 bis 1980)
- Friedrich Brand (1980 bis 1989)
- Wolfgang Spanier (1989 bis 1994)
- Rolf-Victor Siedenhans (1994 bis 2006)
- Karin Fischer-Hildebrand (2006 bis 2015)
- Markus Herrmuth (2015 bis heute)